# Pinewood Studios

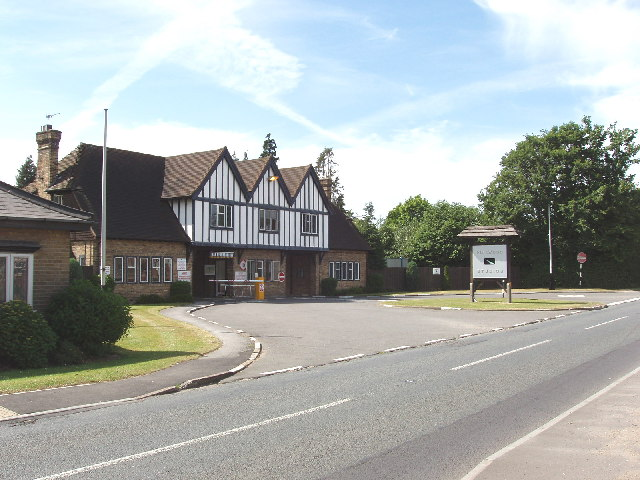
De oude ingang van Pinewood Studios

Pinewood Studios is een van de belangrijkste filmstudio's in Groot-Brittannië. De studio's bevinden zich in Iver Heath, Buckinghamshire, ongeveer 50 kilometer ten westen van Londen op het voormalige landgoed Heatherden Hall. De studio's zijn in 1934 ontworpen door Charles Boot en in 12 maanden gebouwd door de Henry Boot Company uit Sheffield. Boot baseerde zijn ontwerp op de filmstudio's uit Hollywood.
In 2001 fuseerde Pinewood Studios met Shepperton Studios, een andere toonaangevende filmstudio in Groot-Brittannië. Beide zijn verbonden via het medianetwerk Sohonet. In 2004 bracht Pinewood Shepperton aandelen uit op de London Stock Exchange. In 2005 kocht Pinewood Shepperton Teddington Studios. Het bedrijf heeft nu in totaal 41 sets, inclusief 6 digitale tv-studio's, tuinen en bossen voor buitenopnames, een van Europa's grootste watertanks, en een set voor onderwateropnames.

## Films uit de Pinewood Studios
- Talk of the Devil (1939)
- Black Narcissus (1947)
- Oliver Twist (1948)
- The Red Shoes (1948)
- The Blue Lagoon (1949)
- Myrte en de demonen (1950)
- The Importance of Being Earnest (1952)
- Genevieve (1953)
- The Black Knight (1954)
- A Town Like Alice (1956)
- A Night to Remember (1958)
- Carry On Nurse (1959)
- Tiger Bay (1959)
- The League of Gentlemen (1960)
- Peeping Tom (1960)
- Whistle Down the Wind (1961)
- Dr. No (1962)
- From Russia with Love (1963)
- Goldfinger (1964)
- Thunderball (1965)
- The IPCRESS File (1965)
- Norman Wisdom Films (1965)
- Fahrenheit 451 (1966)
- Arabesque (1966)
- You Only Live Twice (1967)
- Carry On Doctor (1967)
- Chitty Chitty Bang Bang (1968)
- Dracula Has Risen from the Grave (1968)
- Carry On Camping (1969)
- On Her Majesty's Secret Service (1969)
- The Private Life of Sherlock Holmes (1970)
- Diamonds Are Forever (1971)
- The Day of the Jackal (1973)
- Live and Let Die (1973)
- The Man with the Golden Gun (1974)
- The Man Who Would Be King (1975)
- The Spy Who Loved Me (1977)
- Superman (1978)
- For Your Eyes Only (1981)
- Clash of the Titans (1981)
- Pink Floyd: The Wall (1982)
- Victor/Victoria (1982)
- Octopussy (1983)
- Santa Claus: The Movie (1985)
- A View to a Kill (1985)
- Legend (1985)
- Little Shop of Horrors (1985)
- Aliens (1986)
- The Living Daylights (1987)
- Full Metal Jacket (1987)
- Hellraiser (1987)
- Hellbound: Hellraiser II (1988)
- Batman (1989)
- Interview with the Vampire (1994)
- GoldenEye {1995}
- Mission: Impossible (1996)
- The Saint (1997)
- Tomorrow Never Dies (1997)
- The Fifth Element (1997)
- The World Is Not Enough (1999)
- Eyes Wide Shut (1999)
- Die Another Day (2002)
- The Hours (2002)
- The Phantom of the Opera (2004)
- Charlie and the Chocolate Factory (2005)
- United 93 (2006)
- Casino Royale (2006)
- Stardust (2007)
- Sweeney Todd (2007)
- Mamma Mia! (2008)
- Quantum of Solace (2008)
- Pirates of the Caribbean: On Stranger Tides (2011)
- The Hobbit (2012/2013) - Het betreft hier de scènes met Christopher Lee die na In de ban van de Ring opnieuw de rol van Saruman op zich nam. Vanwege zijn leeftijd vond Lee de reis naar Nieuw-Zeeland te lang om daar zijn scènes op te nemen.
- The Christmas Candle (2013)
- The Riot Club (2014)
- Spectre (2015)
- Star Wars - The Force Awakens (2015)
- Star Wars: The Last Jedi (2017)